# نيمانيا أرسينييفيتش
نيمانيا أرسينييفيتش هو لاعب كرة قدم صربي في مركز الوسط، ولد في 29 مارس 1986 في أوزيتشى في صربيا. شارك مع منتخب صربيا تحت 19 سنة لكرة القدم. أما مع النوادي، فقد لعب مع راد بيوغراد وملادوست لوتشاني ونادي أستيراس تريبوليس ونادي أو إف كيه بيوغراد ونادي بودابست هونفيد ونادي ياغودينا.

## وصلات خارجية
- نيمانيا أرسينييفيتش على موقع الاتحاد الأوربي (الإنجليزية)
- نيمانيا أرسينييفيتش على موقع قاعدة بيانات كرة القدم.إي يو (الإنجليزية)
- نيمانيا أرسينييفيتش على موقع Soccerway.com (الإنجليزية)
- نيمانيا أرسينييفيتش على موقع عالم كرة القدم.نت (الإنجليزية)